# Stu Lantz
Stuart Burrell Lantz, detto Stu (Uniontown, 13 luglio 1946), è un ex cestista statunitense, professionista nella NBA.

## Carriera
Entrato nella NBA nel 1968, ha giocato le sue prime quattro stagioni professionistiche con i San Diego Rockets, trasferitisi nel 1971 a Houston, affermandosi come secondo miglior realizzatore della squadra, dopo l'uomo-franchigia Elvin Hayes. In seguito ha giocato nei Detroit Pistons, nei New Orleans Jazz e nei Los Angeles Lakers, e si è ritirato da giocatore nel 1977. Dal 1987 è commentatore televisivo ufficiale per i Lakers.